# 추상표현주의
추상표현주의(抽象表現主義, abstract expressionism)는 1940년대 후반부터 1950년대까지 미국의 미술계에서 주목받은 미술의 동향이다. 미국이 처음으로 세계에 영향을 미친 미술 운동에서 뉴욕이 파리 대신 예술의 중심지가 되는 계기가 되었다. 제2차 세계 대전 후의 '차가운 추상'(기하학적 추상주의)에 대한 '뜨거운 추상'(⇒타시슴, 앵포르멜)도 널리 추상표현주의라고 불린다.
일반적으로 제2차 세계 대전 후, 1950년대의 미국 추상 회화를 가리키지만 유럽에서는 1919년 잡지 ⟪슈투름⟫에서 오스발트 헤르초크(Oswald Herzog)가 처음으로 이러한 말을 표제에 사용하였다. 또한 미국에서는 1929년 알프렛 바 2세(Alfred H Barr Jr.)가 칸딘스키 초기의 유동적인 추상회화를 이러한 말로 불렀다. 
잭슨 폴록 등으로 대표되는 액션 페인팅은 추상표현주의와 긴밀한 연관 관계를 가지고 있다.

## 주요 작가
- 잭슨 폴록
- 프란츠 클라인
- 마크 로스코

## 같이 보기
- 추상 미술
- 액션 페인팅
- 아방가르드
- 앵포르멜
- 최소주의
- 팝 아트
- 타시슴
- 클레멘트 그린버그